# Brisas del Plata
Brisas del Plata est une ville de l'Uruguay située dans le département de Colonia. Sa population est de 19 habitants.

## Population
| Année | Population |
| ----- | ---------- |
| 1963  | 4          |
| 1975  | 16         |
| 1985  | 12         |
| 1996  | 16         |
| 2004  | 19         |

Référence,: